# Джефф Дін (програміст)
Джеффрі Адгейт «Джефф» Дін (англ.Jeff Dean, нар. 1968) — американський вчений в галузі інформатики і програміст. Нині є керівником Google в команді Google.ai  [Архівовано 7 грудня 2018 у Wayback Machine.].

## Особисте життя та освіта
Його батько Енді був дослідником тропічних хвороб; а мати Вірджинія Лі — медичний антрополог, знала декілька мов.
Дін отримав ступінь доктора філософії в галузі інформатики у Вашингтонському університеті, працюючи з Крейгом Чемберсом над методами оптимізації програм, написаних на об'єктно-орієнтованих мовах. У 1990 році він отримав ступінь бакалавра з відзнакою в університеті Міннесоти в області інформатики та економіки. У 2009 році він був обраний до Національної інженерної академії, яка визнала його роботу в галузі науки і проектування великомасштабних розподілених комп'ютерних систем".

## Кар'єра в галузі інформатики
До приходу в Google він працював у Західній дослідницькій лабораторії DEC/Compaq, де займався інструментами профілювання, архітектурою мікропроцесорів і інформаційним пошуком.
До навчання в аспірантурі він працював у Всесвітній організації охорони здоров'я по програмі вивчення Сніду, розробляючи програмне забезпечення для статистичного моделювання і прогнозування пандемії ВІЛ/Сніду.
У віці 18 років розробив програму для епідеміологів Epi Info, якою користується ВООЗ по всьому світу.
Значна частина його роботи була зроблена в тісному співробітництві з Санджаєм Гемаватом з яким він працював в DEC і Гугл.

## Кар'єра в Google
Дін приєднався до Google в середині 1999 року і довгий час був старшим науковим співробітником Google в групі інфраструктури систем, зараз він очолює команду Google.ai. Перебуваючи в Google, він розробив і реалізував більшу частину рекламних, пошукових, індексуючих і обслуговуючих систем компанії, а також різні частини розподіленої обчислювальної інфраструктури, на якій працює більшість продуктів Google. У різний час він також працював над поліпшенням якості пошуку, статистичним машинним перекладом і різними внутрішніми інструментами розробки програмного забезпечення, а також брав активну участь у процесі найму технічних фахівців.
Серед іншого, він працював над такими проектами, як:
- Spanner — масштабована, багатоверсійна, глобально розподілена і синхронно реплікована база даних
- Проектування програмних систем і системи статистичного машинного перекладу для Google Перекладача.
- BigTable — великомасштабна напівструктурована система зберігання даних.
- MapReduce — система для додатків, які обробляють великі обсяги даних.
- Google Brain — система для великомасштабних штучних нейронних мереж.
- LevelDB — сховище «ключ-значення» з відкритим вихідним кодом.
- TensorFlow — бібліотека з відкритим вихідним кодом для машинного навчання.

## Благодійність
Дін і його дружина, Хайді Хоппер, заснували Фонд Хопер-Діна і почали давати пожертви у 2011 році. У 2016 році фонд надав Массачусетському інституту мільйон доларів США для підтримки програм, що сприяють різноманітності в STEM.

## Визнання
- Обраний в Національну інженерну академію (2009)
- Член Асоціації обчислювальної техніки (2009)
- Нагорода фонду ACM-Infosys [Архівовано 28 травня 2013 у Wayback Machine.] (2012)
- Член Американської академії мистецтв і наук (2016)[16]

## Основні публікації
- Джеффрі Дін і Санджай Гемават. 2004. MapReduce: Simplified Data Processing on Large Clusters [Архівовано 11 грудня 2017 у Wayback Machine.]. OSDI'04: Sixth Symposium on Operating System Design and Implementation (декабрь 2004)